# Серафини, Луиджи
Луи́джи Серафи́ни (род. 4 августа 1949, Рим) — итальянский художник, архитектор, промышленный дизайнер.

## Биография
Серафини стал широко известен как создатель Codex Seraphinianus, книги, опубликованной в 1981 году. На создание этой книги художника вдохновил манускрипт Войнича. Codex Seraphinianus объёмом 360 страниц является энциклопедией вымышленного мира, написанной на «неизвестном языке», и содержит сюрреалистические, яркие иллюстрации.
Книга привлекла внимание философа Ролана Барта; в 1984 году эссе о ней написал Итало Кальвино. На собрании Общества библиофилов Оксфордского университета 11 мая 2009 года Серафини утверждал, что в списке Кодекса нет скрытого смысла, он асемичен и написание его было скорее похоже на автоматическое письмо. Он хотел, чтобы его алфавит передавал читателю то же ощущение, что испытывает ребёнок, не умеющий читать и разглядывающий книгу, написанное в которой, как он знает, понятно взрослым.
В 1984 году Серафини выпустил другой аналогичный труд под названием Полишинелепедия (малая) (итал. Pulcinellopedia (piccola)), в виде набора карандашных зарисовок о персонаже итальянской комедии дель арте Пульчинелле.
В 1980-х годах работал архитектором и дизайнером в Милане. Художественные произведения Серафини отличает работа с метаязыком (пример — кресла Santa и Suspiral, лампы и стекло для дизайнерской компании Artemide).

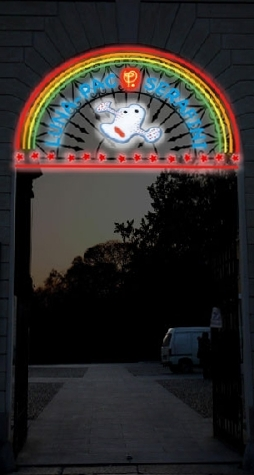
Luna Pac

Работал над декорациями, светом и костюмами к балету «The Jazz Calender», поставленным Фредериком Эштоном в «Ла Скала», работал для Piccolo Teatro di Milano. Сотрудничал с Итальянским телевидением, разрабатывал логотипы и фирменный стиль для телеканалов. Создавал предварительный дизайн для последнего фильма Федерико Феллини «Голос Луны». В качестве приглашённого художника работал в Банфском центре в провинции Альберта (Канада).
Открыл лабораторию керамики в Умбрии. Регулярно выставляется в крупных итальянских галереях (Fondazione Mudima di Milano, XIII Quadriennale, Национальная галерея современного искусства (Рим)). В 2003 году полихромная бронзовая скульптура «Carpe Diem» и барельефы работы Серафини были установлены на станции метро Mater Dei в Неаполе.
В мае 2007 года в Павильоне современного искусства в Милане, совладельцем которого является художник, состоялась «онтологическая выставка» Luna Pac.